# Diocesi di Sozopoli di Pisidia
La diocesi di Sozopoli di Pisidia (in latino Dioecesis Sozopolitana in Pisidia) è una sede soppressa del patriarcato di Costantinopoli e una sede titolare della Chiesa cattolica.

## Storia
Sozopoli di Pisidia, identificabile con Uluborlu nel distretto omonimo in Turchia, è un'antica sede episcopale della provincia romana della Pisidia nella diocesi civile di Asia. Faceva parte del patriarcato di Costantinopoli ed era suffraganea dell'arcidiocesi di Antiochia.
La diocesi è documentata nelle Notitiae Episcopatuum del patriarcato di Costantinopoli fino al XII secolo.
L'antico Martirologio Romano, alla data del 19 giugno, venerava in Sozopoli di Pisidia il martire san Zosimo, decapitato durante la persecuzione di Traiano (inizio del II secolo).
Diversi sono i vescovi attribuiti a questa diocesi. Lolliano prese parte al concilio di Costantinopoli del 381; il suo episcopato dovette iniziare dopo il 375/378, epoca in cui è attribuita una lettera di Basilio Magno scritta al clero di Sozopoli e dove non si fa alcuna menzione del vescovo locale, forse perché la sede o era vacante o occupata da un vescovo ariano.
Il vescovo Severo partecipò al concilio di Efeso del 431 sostenendo le tesi di Cirillo di Alessandria; appare ancora tra i cirilliani in altri due documenti dello stesso anno. A partire da Zaccaria Scolastico, futuro vescovo di Mitilene (VI secolo), è sorta la tradizione che Severo di Antiochia fosse un discendente di Severo di Sozopoli, forse suo nipote, tradizione che sembra smentita dallo stesso Severo di Antiochia, che in una sua omelia si dichiara discendente di una famiglia pagana. La sua filiazione episcopale è uno stratagemma fittizio a scopo apologetico, per difendersi dai calcedoniani che accusavano il patriarca di Antiochia di paganesimo.
Il vescovo Olimpio è documentato in due occasioni. L'8 agosto 449 sottoscrisse la lettera di deposizione del patriarca Flaviano di Costantinopoli e del vescovo Eusebio di Dorileo. Inoltre prese parte al concilio di Calcedonia del 451, dove fu presente a tutte le sessioni.
Ponziano sottoscrisse nel 458 la lettera dei vescovi della Pisidia all'imperatore Leone I dopo la morte del patriarca Proterio di Alessandria. Diogeniano prese parte al concilio di Costantinopoli del 553; durante l'assise fu incaricato di convincere alcuni vescovi "occidentali", presenti nella capitale imperiale, di presentarsi al concilio, ma la sua missione non ebbe esito positivo. La vita di Teodoro il Siceota racconta che il santo, per curarsi da una malattia agli occhi, si recò a Sozopoli, dove venne accolto dal vescovo locale, Zoilo, che lo invitò nel suo episcopio; l'episodio si colloca tra il 595 e il 602.
Paolo partecipò al terzo concilio di Costantinopoli nel 680/81 e sottoscrisse gli atti del concilio in Trullo del 691/92. Al secondo concilio di Nicea del 787 il vescovo era assente e si fece rappresentare dal sacerdote Leone. Infine Ignazio prese parte al Concilio di Costantinopoli dell'879-880 che riabilitò il patriarca Fozio di Costantinopoli.
Dal XVIII secolo Sozopoli di Pisidia è annoverata tra le sedi vescovili titolari della Chiesa cattolica; la sede è vacante dal 20 luglio 1850.

## Cronotassi

### Vescovi greci
- Lolliano † (menzionato nel 381)
- Severo † (menzionato nel 431)
- Olimpio † (prima del 449 - dopo il 451)
- Ponziano † (menzionato nel 458)
- Diogeniano † (menzionato nel 553)
- Zoilo † (menzionato nel 595/602)
- Paolo † (prima del 680 - dopo il 692)
- Anonimo † (menzionato nel 787)
- Ignazio † (menzionato nell'879)

### Vescovi titolari
I vescovi di Sozopoli di Pisidia appaiono confusi con i vescovi di Sozopoli di Emimonto, perché nelle fonti citate le cronotassi delle due sedi non sono distinte.
- Francisco Laynes, S.I. † (7 novembre 1707 - 24 novembre 1708 succeduto vescovo di São Tomé di Meliapore)
- Gherardo Cortenovis, B. † (28 gennaio 1778 - 1780 deceduto)
- Patrick Maguire, O.F.M.  † (12 gennaio 1819 - 1826 deceduto)
- Bernard-Vincent Laribe, C.M. † (2 marzo 1844 - 20 luglio 1850 deceduto)